# V12 엔진

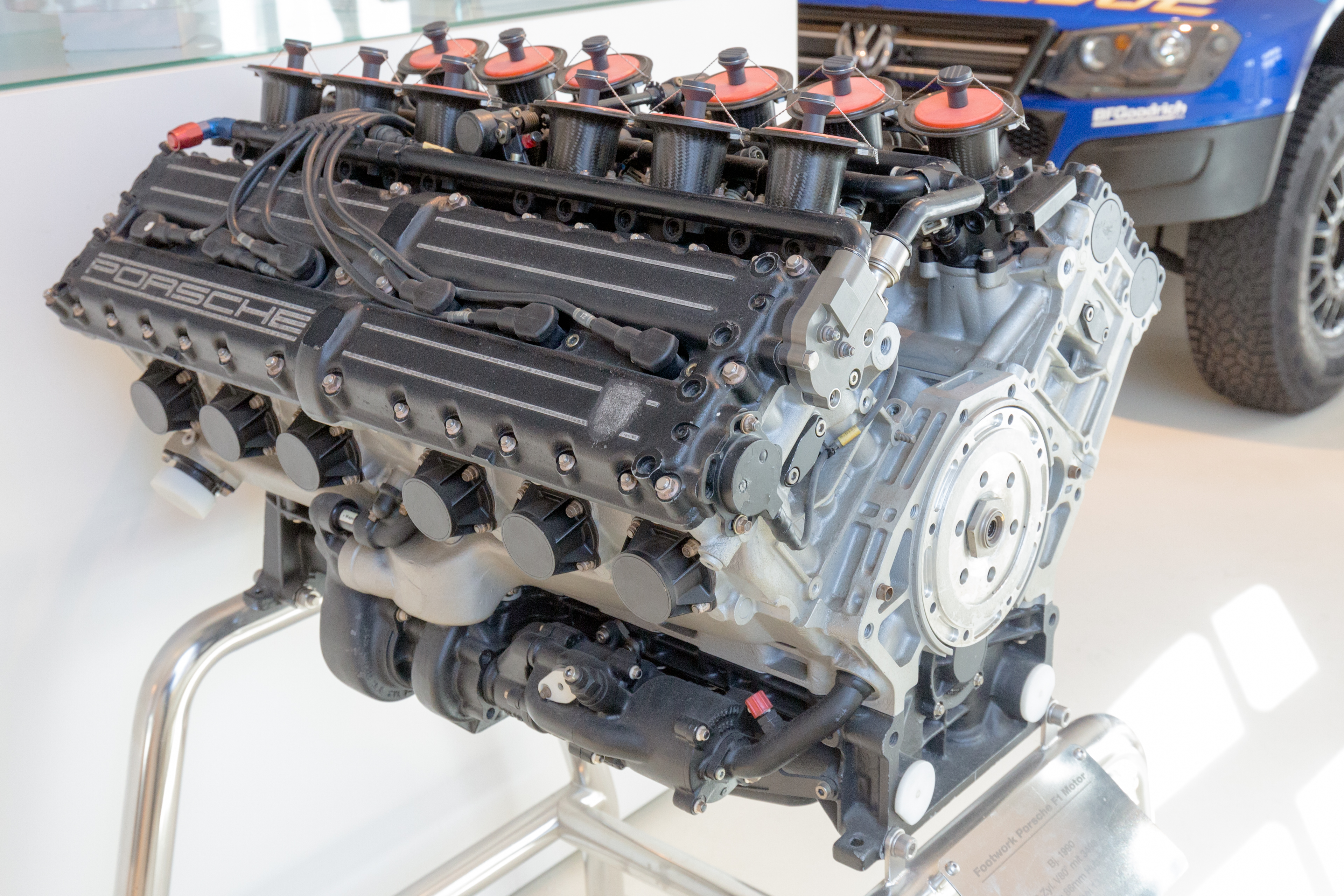
1991년식 포르쉐 3512 포뮬러 원 엔진

V12 엔진(영어: V12 engine)은 6개 실린더의 두 뱅크가 공통 크랭크 샤프트 주위에 V 구성으로 배열 된 12기통 피스톤 엔진이다.
최초의 V12 엔진은 경주용 보트에 사용하기 위해 1904년에 제작되었다. 엔진의 균형 잡힌 특성과 원활한 동력 전달로 인해 V12 엔진은 초기 고급 자동차, 보트, 항공기 및 탱크에서 발견되었다. 항공기 V12 엔진은 제2차 세계 대전 중에 정점에 도달했으며 그 후 대부분 제트 엔진으로 대체되었다. 포뮬러 원 레이싱에서 V12 엔진은 1960년대 후반과 1990년대 초에 일반적이었다.

## 디자인

### 균형과 부드러움
V12 엔진의 각 뱅크는 본질적으로 1차 및 2차 엔진 균형을 완벽하게 유지하는 6기통 직렬 엔진으로 작동한다. 따라서 올바른 V-앵글을 사용함으로써 V12 엔진은 완벽한 균형을 유지할 수 있다. 4행정 V12 엔진의 균등 발사 순서는 60도 간격이므로 V12 엔진은 60도의 V각이 사용되는 경우에만 완벽하게 균형을 맞출 수 있다.

## 같이 보기
- 12기통 수평 엔진